# ريبيكا ريغ
ريبيكا ريغ (بالإنجليزية: Rebecca Rigg)‏ (و. 1967 – م) هي ممثلة، وممثلة تلفزيونية من أستراليا . ولدت في سيدني .

## روابط خارجية
- ريبيكا ريغ على موقع IMDb (الإنجليزية)
- ريبيكا ريغ على موقع ألو سيني (الفرنسية)
- ريبيكا ريغ على موقع أول موفي (الإنجليزية)
- ريبيكا ريغ على موقع قاعدة بيانات الأفلام السويدية (السويدية)
- ريبيكا ريغ على موقع قاعدة بيانات الفيلم (الإنجليزية)
- ريبيكا ريغ على موقع كينوبويسك (الروسية)